# Brachythecium ehrenbergii
Brachythecium ehrenbergii är en bladmossart som beskrevs av Paul Pablo Günther Lorentz 1868. Brachythecium ehrenbergii ingår i släktet gräsmossor, och familjen Brachytheciaceae. Inga underarter finns listade i Catalogue of Life.